# Paramuricea multispina
Paramuricea multispina is een zachte koraalsoort uit de familie Plexauridae. De koraalsoort komt uit het geslacht Paramuricea. De wetenschappelijke naam van de soort werd in 1936 gepubliceerd door Elisabeth Deichmann.